# Deutsch-Estnischer Nichtangriffspakt

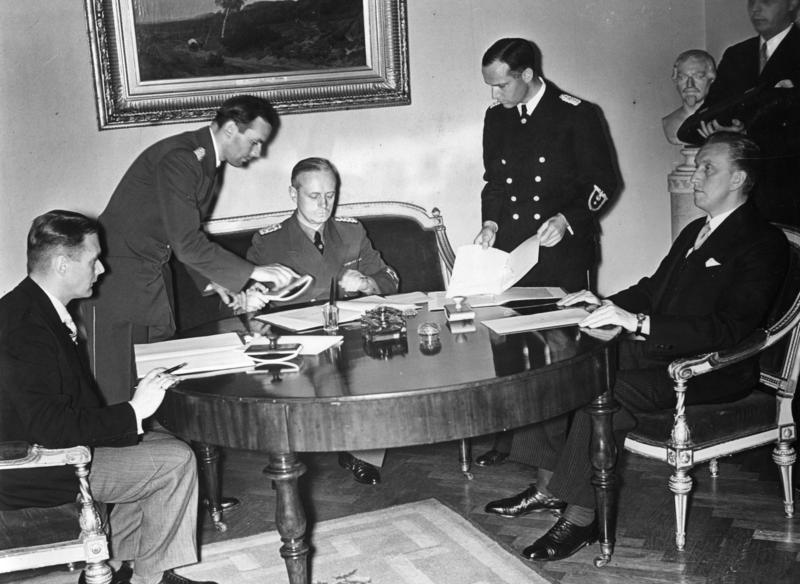
Unterzeichnung des estnischen und des litauischen Nichtangriffspakts, von links nach rechts: Vilhelms Munters, lettischer Außenminister, Joachim von Ribbentrop, deutscher Außenminister; Karl Selter, estnischer Außenminister

Der Deutsch-Estnische-Nichtangriffspakt war ein völkerrechtliches Abkommen zwischen dem Deutschen Reich unter Adolf Hitler und Estland. Die Unterzeichnung fand in Berlin am 7. Juni 1939 statt. Unterzeichner waren auf deutscher Seite Joachim von Ribbentrop und auf estnischer Karl Selter. Am 24. Juli, 1939 wurde der Vertrag in Berlin ratifiziert. In der League of Nations Treaty Series wurde der Vertrag am 12. August 1939 hinterlegt. Der Nichtangriffspakt war auf zehn Jahre befristet.
Aus deutscher Sicht sollte der Vertrag wachsenden Einfluss der Sowjetunion und der Westmächte Frankreich und Großbritannien auf das Baltikum verhindern. Deutschland wollte eine Einkreisung verhindern.
Das Deutsche Reich bot Litauen, Finnland, Dänemark, Norwegen und Schweden am 28. April 1939 die Unterzeichnung von Nichtangriffspakten an. Finnland, Norwegen und Schweden lehnten das Angebot ab.
Ein entsprechendes Abkommen mit Litauen wurde im März 1939 verabschiedet, nachdem das Memelland kampflos an das Reich übergeben worden war.